# Patscher Straße
De Patscher Straße (L33) is een ruim twee kilometer lange Landesstraße (lokale weg) in de statutaire stad Innsbruck in de Oostenrijkse deelstaat Tirol. Enkele tientallen meters van de weg liggen in het district Innsbruck Land. De weg begint in Igls, waar de weg aansluit op de Mittelgebirgsstraße (L9). Van daar loopt de weg in zuidelijke richting langs Schloss Taxburg richting Patsch. Ten noorden van deze plaats, bij de Goldbichl, sluit de weg aan op de Ellbögener Straße (L38).